# Tim Hetherington
Tim Hetherington (Liverpool, 5 dicembre 1970 – Misurata, 20 aprile 2011) è stato un fotografo britannico.

## Biografia
Hetherington studiò letteratura a Oxford e, nel 1996, fotogiornalismo a Cardiff, assieme a Daniel Meadows e Colin Jacobson. Ottenne il suo primo impiego come tirocinante presso il The Big Issue di Londra, dove era l'unico fotografo dello staff.
Spese la maggior parte dei dieci anni successivi in Africa occidentale, dove documentò gli sconvolgimenti politici ed i loro effetti sulla vita quotidiana in Liberia, Sierra Leone, Nigeria ed altre nazioni. Durante la guerra civile in Liberia del 2003, Hetherington ed il suo collega James Brabazon furono gli unici giornalisti stranieri a vivere dietro le linee ribelli, una scelta che gli valse un ordine di esecuzione da parte dell'allora presidente Charles Taylor. Realizzò le fotografie dei libri "Liberia: An Uncivil War" (2004) e "The Devil Came on Horseback" (2007).
Nel 2006, si prese una pausa dalla fotografia per lavorare come investigatore per il Security Council's Liberia Sanctions Committee delle Nazioni Unite. Nel 2007, vinse il World Press Photo of the Year 2007  grazie ad una fotografia, scattata ad un soldato statunitense in Afghanistan, realizzata per Vanity Fair. Compì numerosi viaggi in Afghanistan, fra il 2007 ed il 2008, insieme allo scrittore Sebastian Junger con il quale collaborò alla realizzazione di un documentario (Restrepo - Inferno in Afghanistan, 2010) premiato come miglior documentario al Sundance Film Festival dello stesso anno.
Per un suo servizio televisivo intitolato "Afghanistan - The Other War" e trasmesso nel corso di Nightline, un programma di news e approfondimento della ABC, ricevette, nel 2008, il Rory Peck Award e successivamente, nel 2009, il premio Alfred I. duPont Award per il giornalismo televisivo.
Il 20 aprile 2011 morì a Misurata, teatro di combattimenti nel corso della guerra civile libica, colpito da un colpo di mortaio

## Libri

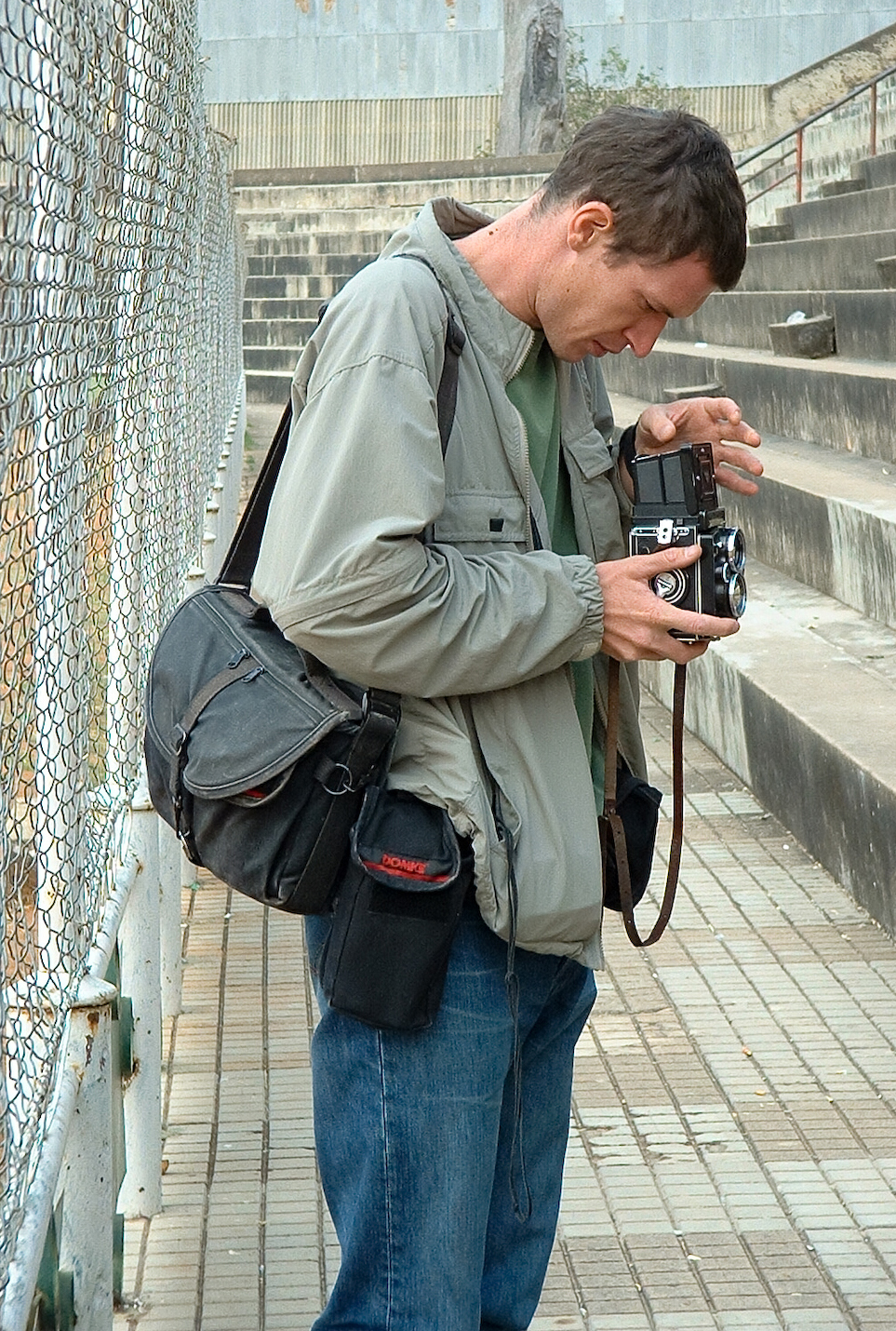
Hetherington durante una sessione fotografica a Huambo, in Angola, nel 2002.

- Long Story Bit by Bit: Liberia Retold. Umbrage, 2009 ISBN 188416773X
- Infidel. Chris Boot, 2010 ISBN 1905712189 (sulla guerra in Afghanistan)